# John the Ripper
John the Ripper, kortweg vaak aangeduid als John, is een programma om wachtwoorden te kraken. Het programma wordt als vrije software verspreid, al is er ook een commerciële versie beschikbaar. Het werd oorspronkelijk ontwikkeld door Alexander Peslyak, ook bekend als Solar Designer. Hoewel het oorspronkelijk werd geschreven voor het besturingssysteem UNIX, is het later ook op andere besturingssystemen beschikbaar gekomen, zoals varianten van Windows.

## Doel
Het doel van de software is om na te gaan of er zwakke wachtwoorden worden gebruikt. Het is in staat om Unix-wachtwoordbestanden, maar ook Kerberos AFS en de Microsoft Windows LM-hash (NT, 2000, XP en 2003) te controleren. Door diverse uitbreidingen zijn er ook andere versleutelde wachtwoordformaten te kraken.
John the Ripper is beschikbaar voor Unix, Windows, DOS, BeOS en OpenVMS. Het programma staat hoog genoteerd (datum onduidelijk) in de top 125 van meest gebruikte beveiligingsprogramma's.

## Kraken

kraken van een wachtwoord is als het breken van een slot

Het programma maakt onder andere gebruik van een zogenaamde dictionary attack, of van woordenboeken. Het programma versleutelt elk van de woorden in het woordenboek met het van toepassing zijnde versleutelingsalgoritme en controleert of dat overeenkomt met een gezocht versleuteld wachtwoord.
Het programma kan ook een brute force-techniek toepassen.
Voor het gebruik van een dergelijk programma moet een bestand met versleutelde wachtwoorden (de zogenaamde hash) beschikbaar zijn. Als op een Unix systeem een shadow password-bestand (waarbij de password-hashes niet in /etc/passwd bewaard worden) gebruikt wordt, dan kan dat alleen door een root-gebruiker.